# Pi (litera)
Pi (st.gr. πῖ, nw.gr. πι, pisana Ππ lub ϖ) – szesnasta litera alfabetu greckiego oznaczająca spółgłoskę zwartą wybuchową p. W greckim systemie liczbowym oznacza liczbę 80.

## Użycie jako symbolu

### Π
- w matematyce – symbol iloczynu, np.: {\displaystyle \prod _{i=1}^{3}i} oznacza {\displaystyle 1\cdot 2\cdot 3} (mnożenie poszczególnych wartości wyrażenia dla każdego {\displaystyle i\in [1;3]\cap \mathbb {Z} })

### π
- w matematyce – stała równa stosunkowi obwodu koła do jego średnicy (gr. περίμετρον – obwód) – zobacz pi;
- w chemii – typ wiązania – wiązanie boczne π;
- w fizyce – symbol cząstki elementarnej – pionu.

### ϖ
- w astronomii – długość perycentrum

## Kodowanie
W Unikodzie litera jest zakodowana:
| Znak | Unicode | Kod HTML                     | Nazwa unikodowa         | Nazwa polska            |
| ---- | ------- | ---------------------------- | ----------------------- | ----------------------- |
| Π    | U+03A0  | &Pi; lub &#x03A0; lub &#928; | GREEK CAPITAL LETTER PI | wielka litera grecka pi |
| π    | U+03C0  | &pi; lub &#x03C0; lub &#960; | GREEK SMALL LETTER PI   | mała litera grecka pi   |
| ϖ    | U+03D6  | &piv; lub &#x3D6; lub &#982; | GREEK PI SYMBOL         | grecki symbol pi        |

W LaTeX-u używa się znacznika:
| Znak                    | LaTeX  |
| ----------------------- | ------ |
| {\displaystyle \Pi }    | \Pi    |
| {\displaystyle \pi }    | \pi    |
| {\displaystyle \varpi } | \varpi |